# Leandro Silva Neto
Leandro Silva Neto (Linhares-ES, 02 de maio de 1972) é um ex-futebolista brasileiro que atuava como lateral-direito.

## Carreira
Revelado pelo Linhares-ES, e após uma passagem pelo Olaria, foi contratado pelo Flamengo em 1997, jogando a partida que em que o clube conquistou a Taça 147 Anos de Juiz de Fora e fazendo parte do elenco campeão da Copa dos Campeões Mundiais daquele ano. No clube, ele era conhecido como Leandro Neto.
Quando saiu do clube, em 1999, passou a ser conhecido como Leandro Silva. Após um breve retorno ao Olaria, foi contratado pelo Juventude, onde fez parte do elenco campeão da Copa do Brasil de 1999.
Em 2000, transferiu-se para o Vasco da Gama, e fez parte do elenco campeão da  Copa João Havelange No total, fez 6 partidas pelo clube, e não marcou nenhum gol.
No segundo semestre de 2001, foi emprestado ao Paraná Clube.
Jogou ainda por Santo André, União Barbarense e Brasiliense, clube pelo qual se aposentou em 2008.

## Conquistas
Flamengo
- Taça 147 Anos de Juiz de Fora: 1997
- Copa dos Campeões Mundiais: 1997

Juventude-RS
- Copa do Brasil: 1999[3]

Vasco da Gama
- Copa João Havelange: 2000[4]

### Campanhas de Destaque
Flamengo
- Vice-Campeão Torneio Rio-São Paulo de 1997
- Vice-campeão Torneio Palma de Mallorca de 1997

Vasco
- Vice-Campeão Campeonato Carioca de 2000 e de 2001